# Aeroportul Xi'an Xiguan
Aeroportul Xi'an Xiguan (IATA: SIA, ICAO: ZLSN) este un aeroport din Lianhu District⁠(d), Xi'an, Shaanxi, Republica Populară Chineză ce deservește zona Xi'an. A fost numit după zona deservită.
aeroportul dispune de o singură pistă.